# Mihatovići (Tuzla)
Pour les articles homonymes, voir Mihatovići.
Mihatovići (en cyrillique : Михатовићи) est un village de Bosnie-Herzégovine. Il est situé sur le territoire de la ville de Tuzla, dans le canton de Tuzla et dans la fédération de Bosnie-et-Herzégovine. Selon les premiers résultats du recensement bosnien de 2013, il compte 1 389 habitants.

## Géographie
Le village est situé au bord du Mramorski potok, un affluent de la rivière Jala, et à proximité du lac de Bistarac.

## Démographie

### Évolution historique de la population dans la localité
| 1948 | 1953 | 1961 | 1971 | 1981 | 1991 | 2013  |
| ---- | ---- | ---- | ---- | ---- | ---- | ----- |
| -    | -    | 419  | 580  | 721  | 774  | 1 389 |

|  |